# Кантон (Мен)
Кантон (англ. Canton) — місто (англ. town) в США, в окрузі Оксфорд штату Мен. Населення — 1125 осіб (2020).

## Демографія
Згідно з переписом 2010 року, у місті мешкало 990 осіб у 410 домогосподарствах у складі 239 родин. Було 473 помешкання
Расовий склад населення:
| - 97,3 % — білих - 0,2 % — корінних американців - 0,2 % — чорних або афроамериканців - 0,2 % — азіатів |

До двох чи більше рас належало 1,9 %. Частка іспаномовних становила 1,0 % від усіх жителів.
За віковим діапазоном населення розподілялося таким чином: 17,2 % — особи молодші 18 років, 61,0 % — особи у віці 18—64 років, 21,8 % — особи у віці 65 років та старші. Медіана віку мешканця становила 48,0 року. На 100 осіб жіночої статі у місті припадало 91,9 чоловіків;  на 100 жінок у віці від 18 років та старших — 90,3 чоловіків також старших 18 років.
Середній дохід на одне домашнє господарство  становив 58 565 доларів США (медіана — 52 083), а середній дохід на одну сім'ю — 68 257 доларів (медіана — 63 571). Медіана доходів становила 41 250 доларів для чоловіків та 45 809 доларів для жінок. За межею бідності перебувало 19,9 % осіб, у тому числі 16,8 % дітей у віці до 18 років та 13,9 % осіб у віці 65 років та старших.
Цивільне працевлаштоване населення становило 388 осіб. Основні галузі зайнятості: освіта, охорона здоров'я та соціальна допомога — 33,5 %, будівництво — 9,3 %, фінанси, страхування та нерухомість — 9,0 %, публічна адміністрація — 8,8 %.